# Oleksandr Petriv
Oleksandr Petriv, född 5 augusti 1974 i Lviv, är en ukrainsk sportskytt.
Han blev olympisk guldmedaljör i snabbpistol vid sommarspelen 2008 i Peking.